# MS55
De MS55 is een type treinstel van de NMBS. De treinstellen maakten deel uit van de klassieke motorstellen waarvan er tussen 1939 en de jaren 1970 ongeveer 500 op het spoor verschenen. De serie werd aangeschaft als reeks 228.502-228.539. Na 1971 werden de treinen ondergebracht in de serie 502-539.
Eind jaren 1980, begin jaren 1990 zijn de meeste stellen afgevoerd voor sloop. Een aantal treinstellen van deze serie (de 505, 517 en 529) kreeg een tweede leven bij particuliere spoorwegmaatschappijen in Italië.

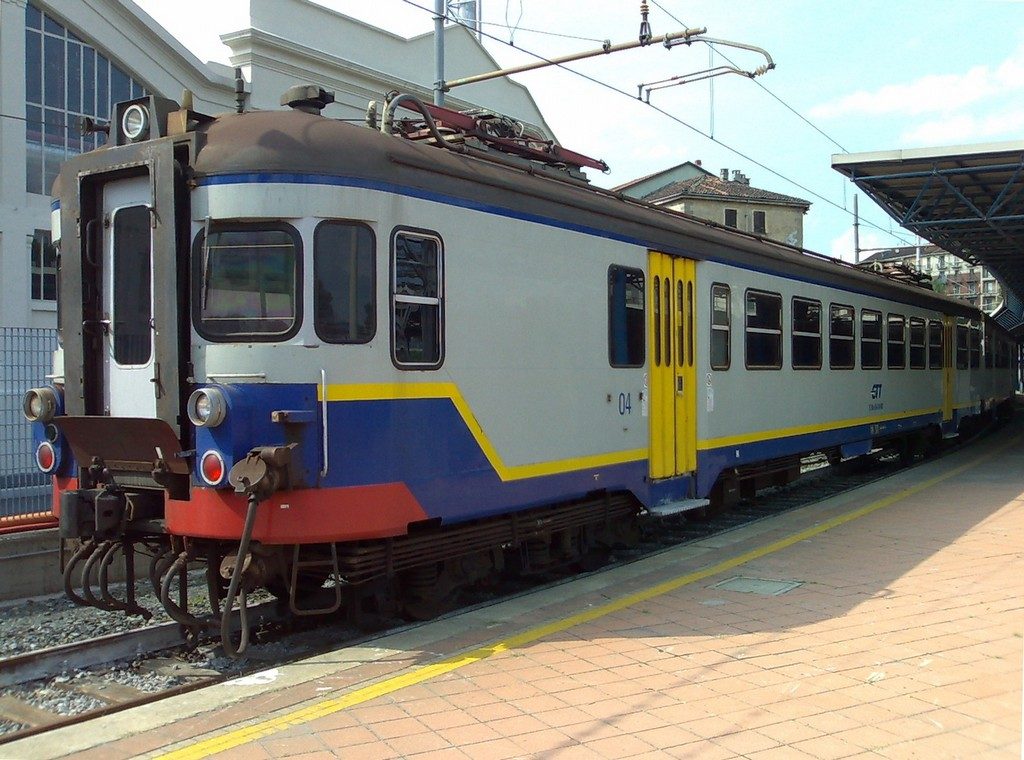
De voormalige 529 in Italië.